# Vigdís Finnbogadóttir
En aquest nom islandès, el darrer nom és un patronímic, no pas un cognom. La manera de referir-se a aquesta persona és pel nom de pila.
Vigdís Louise Finnbogadóttir (Reykjavík, 15 d'abril de 1930) és una política islandesa que ha estat la quarta Presidenta d'Islàndia de l'1 d'agost de 1980 a l'1 d'agost de 1996. Fou la primera dona presidenta no només del seu país, sinó de tot Europa, a més de la primera dona que ha estat elegida democràticament per ser cap d'estat a tot el món, i la que ha tingut un mandat més llarg (16 anys exactes).
Com que el seu cognom és un patronímic, els seus compatriotes l'anomenen simplement "Vigdís". Va estudiar a les Universitats Sorbona i de Grenoble. Abans de ser elegida, exercia de professora de literatura i directora teatral. La seva actuació política es va centrar en el medi ambient, l'educació, la joventut i la llengua islandesa. El 1984 fou reelegida sense rivals, i el 1988 amb un 92% dels vots al seu favor. Actualment, és ambaixadora de la UNESCO per les llengües, i membre del Club de Madrid d'exdirigents per la pau al món.